# Seznam rimskokatoliških škofij v Kanadi
Seznam rimskokatoliških (nad)škofij v Kanadi.

## Trenutne (nad)škofije

### Metropolija Edmonton
- Nadškofija Edmonton
  - Škofija Calgary
  - Škofija Saint Paul, Alberta

### Metropolija Gatineau
- Nadškofija Gatineau
  - Škofija Amos
  - Škofija Mont-Laurier
  - Škofija Rouyn-Noranda

### Metropolija Grouard-McLennan
- Nadškofija Grouard-McLennan
  - Škofija Mackenzie-Fort Smith
  - Škofija Whitehorse

### Metropolija Halifax
- Nadškofija Halifax
  - Škofija Antigonish
  - Škofija Charlottetown
  - Škofija Yarmouth

### Metropolija Keewatin-Le Pas
- Nadškofija Keewatin-Le Pas
  - Škofija Churchill-Baie d'Hudson
  - škofija Labrador City-Schefferville
  - Škofija Moosonee

### Metropolija Kingston
- Nadškofija Kingston
  - Škofija Alexandria-Cornwall
  - Škofija Peterborough, Ontario
  - Škofija Sault Sainte Marie

### Metropolija Moncton
- Nadškofija Moncton
  - Škofija Bathurst
  - Škofija Edmundston
  - Škofija Saint John, New Brunswick

### Metropolija Montréal
- Nadškofija Montréal
  - Škofija Joliette
  - Škofija Saint-Jean-Longueuil
  - Škofija Saint-Jérôme
  - Škofija Valleyfield

### Metropolija Ottawa
- Nadškofija Ottawa
  - Škofija Hearst
  - Škofija Pembroke
  - Škofija Timmins

### Metropolija Québec
- Nadškofija Québec
  - Škofija Chicoutimi
  - Škofija Sainte-Anne-de-la-Pocatière
  - Škofija Trois Rivières

### Metropolija Regina
- Nadškofija Regina
  - Škofija Prince-Albert
  - Škofija Saskatoon

### Metropolija Rimouski
- Nadškofija Rimouski
  - Škofija Baie-Comeau
  - Škofija Gaspé

### Metropolija Saint-Boniface
- Nadškofija Saint-Boniface

### Metropolija Saint John's, Nova Fundlandija
- Nadškofija Saint John's, Nova Fundlandija
  - Škofija Grand Falls
  - Škofija Saint George's

### Metropolija Sherbrooke
- Nadškofija Sherbrooke
  - Škofija Nicolet
  - Škofija Saint-Hyacinthe

### Metropolija Toronto
- Nadškofija Toronto
  - Škofija Hamilton
  - Škofija London
  - Škofija Saint Catharines
  - Škofija Thunder Bay

### Metropolija Vancouver
- Nadškofija Vancouver
  - Škofija Kamloops
  - Škofija Nelson
  - Škofija Prince George
  - Škofija Victoria

### Metropolija Winnipeg
- Nadškofija Winnipeg

## Bivše (nad)škofije
- Škofija Alexandria in Ontario
- Škofija Arichat
- Škofija Bytown
- Škofija Chatham
- Škofija Churchill, Kanada
- Škofija Fort William
- Škofija Gatineau-Hull
- Nadškofija Gatineau-Hull
- Škofija Golfe St-Laurent
- Škofija Halifax, Kanada
- Škofija Harbour Grace
- Škofija Harbour Grace-Grand Falls
- Škofija Hauterive
- Škofija Hull
- Škofija Kingston, Ontario
- Škofija Labrador-Schefferville
- Škofija Montréal
- Škofija New Westminster
- Škofija Ottawa
- Škofija Sandwich, Kanada